# Le Pavé de Roubaix 2013
De elfde editie van de wielerwedstrijd Le Pavé de Roubaix werd gehouden op 7 april 2013. De start was in Péronne (Somme), de finish in Roubaix. De wedstrijd maakte deel uit van de UCI Juniors Nations' Cup 2013, in de categorie 1.Ncup. In 2012 won de Deen Mads Würtz Schmidt. Deze editie werd gewonnen door zijn landgenoot Mads Pedersen.

## Uitslag
| Plaats  | Naam                 | Tijd     |
| ------- | -------------------- | -------- |
| Winnaar | Mads Pedersen        | 3u21'24" |
| 2       | Nathan Van Hooydonck | z.t      |
| 3       | Tao Geoghegan Hart   | z.t.     |
| 4       | Damien Touzé         | + 22"    |
| 5       | Edward Planckaert    | z.t.     |
| 6       | Oliver Wood          | z.t.     |
| 7       | Kristoffer Halvorsen | z.t.     |
| 8       | Nino Honingh         | z.t.     |
| 9       | Gustav Höög          | z.t.     |
| 10      | Justin Oien          | z.t.     |
| 11      | Jenthe Biermans      | z.t.     |
| 12      | Paul Sauvage         | z.t.     |
| 13      | Davy Gunst           | z.t.     |
| 14      | Lucas Eriksson       | z.t.     |
| 15      | Henrik Sandal        | z.t.     |
| 16      | Mathias Rask         | + 25"    |
| 17      | Alexander Wachter    | + 28"    |
| 18      | Jordan Cullen        | + 34"    |
| 19      | Scott Davies         | + 56"    |
| 20      | Miguel Bryon         | + 1'08"  |

2003 · 2004 · 2005 · 2006 · 2007 · 2008 · 2009 · 2010 · 2011 · 2012 · 2013 · 2014 · 2015 · 2016 · 2017 · 2018 · 2019 · 2020 · 2021 · 2022 · 2023 · 2024